# U.S.D. Sebinia Alto Sebino
Unione Sportiva Dilettantistica Sebinia Alto Sebino (được thành lập vào những năm 1940 và chỉ được biết đến với cái tên Sebinia) là một đội bóng đá Ý đến từ Lovere, giữa Val Camonica và Hồ Iseo, thuộc tỉnh Bergamo.
Trong quá khứ, đội được đặt tên là Sebinia Lovere, đội chơi hai năm ở Serie C (cấp 3 của Ý) và ba ở Promozione Interregionale (lúc đó là cấp 4 của Ý) Những năm 1940 và 1950.

## Lịch sử
Câu lạc bộ được thành lập vào những năm 1940 với tên là Sebinia Lovere. Đội đã được bắt đầu với ý định trở thành đội bóng đá quan trọng nhất của hồ Iseo.
Sau Thế chiến II, đội có thể thi đấu, vào mùa 1948, ở Serie C, cấp 3 của Ý. Mùa giải bắt đầu với 0-0 với Monza. Sebinia xếp thứ 8 nhưng, đối với cuộc cải cách vô địch, tất cả đều bị xuống hạng ở Promozione Interregionale.